# Lalibela
Lalibela (amhar. ላሊበላ) daw. Roha – miejscowość w Etiopii, leżąca na wschód od jeziora Tana, na pograniczu Wyżyny Abisyńskiej i Kotliny Danakilskiej.
Lalibela jest świętym miejscem Etiopskiego Kościoła Ortodoksyjnego, do którego zmierzają liczne pielgrzymki chrześcijan. Słynie z jedenastu wykutych w litej skale monumentalnych kościołów, zbudowanych najprawdopodobniej na zlecenie cesarza Lalibeli (1181–1221) w XII–XIII wieku.
W 1978 roku wykute w skale kościoły Lalibeli wpisano na listę światowego dziedzictwa kulturalnego UNESCO.

## Geografia
Lalibela leży 2630 m n.p.m. na wschód od jeziora Tana, na pograniczu Wyżyny Abisyńskiej i Kotliny Danakilskiej, ok. 700 km na północ od Addis Abeby. Przez miejscowość przepływa strumyk Jordan.

## Historia
W okresie średniowiecza miasto nazywało się Roha i było stolicą królestwa dynastii Zagwe obejmującego tereny obecnej Etiopii w X–XIII wieku. Obecna nazwa miasta została nadana mu na cześć negusa Etiopii z dynastii Zagwe – Lalibeli (1181–1221), który miał założyć tu nową stolicę królestwa i zlecić w mieście budowę kościołów z zamiarem stworzenia „Nowej Jerozolimy” po tym, jak muzułmanie zablokowali drogi pielgrzymkowe do Jerozolimy.
Lalibela znaczy „pszczoły uznały jego władzę”. Według legendy po narodzinach cesarza otoczył go rój pszczół, co jego matka uznała za znak i zapowiedź, że będzie w przyszłości negusem, królem królów Etiopii. Sprawujący wówczas władzę brat przyszłego cesarza otruł Lalibelę w obawie o utratę tronu. Lalibela zapadł jednak w trzydniowy sen, podczas którego aniołowie zanieśli go do nieba, a Bóg odesłał go na ziemię z poleceniem budowy kościołów i wysłał aniołów, by pomogli w budowie, pracując w nocy.
Według innej legendy, król miał zatrudnić Hindusów, Arabów, Egipcjan a nawet budowniczych z Jerozolimy. Budowle miały zostać ukończone po 24 latach pracy. Aby zmieścić się w takich ramach czasowych, przy budowie musiałoby pracować 40 tys. robotników, co wydaje się mało prawdopodobnym.
Kolejna legenda utrzymuje, że przynajmniej jeden z kościołów został zbudowany z pomocą aniołów w jeden dzień.
Lalibela jest świętym miejscem Etiopskiego Kościoła Ortodoksyjnego, do którego zmierzają liczne pielgrzymki chrześcijan. Lalibelę odwiedza podczas świąt kościelnych do 50 tys. wiernych. Corocznie kościoły zwiedza ponad 10 tys. turystów. W Lalibeli przebywa ok. 350 księży i 250 diakonów, setki mnichów i studentów.

## Współpraca
Miejscowość partnerska:
- Peer, Belgia

## Galeria

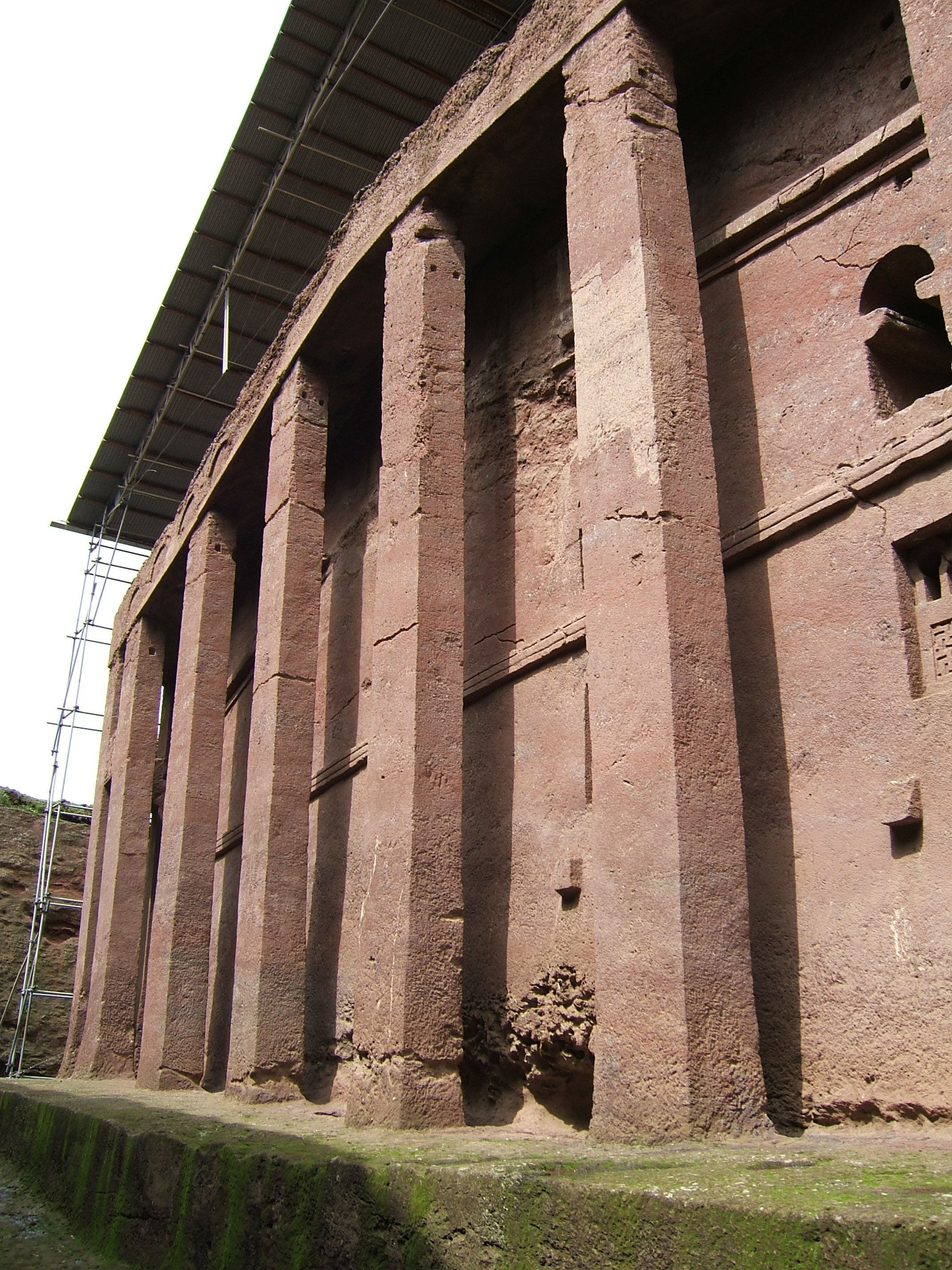
Biete Medhani Alem
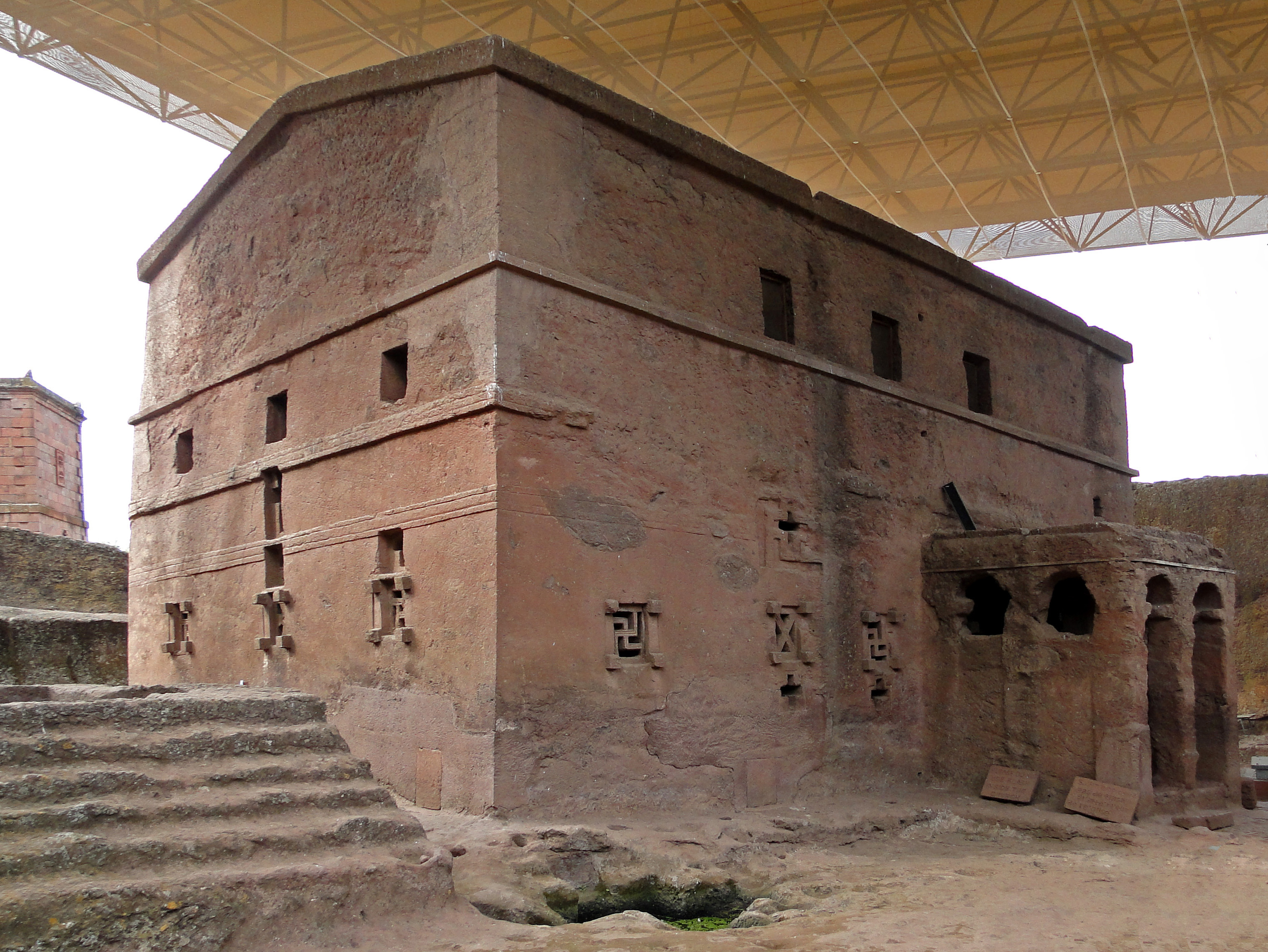
Biete Mariam
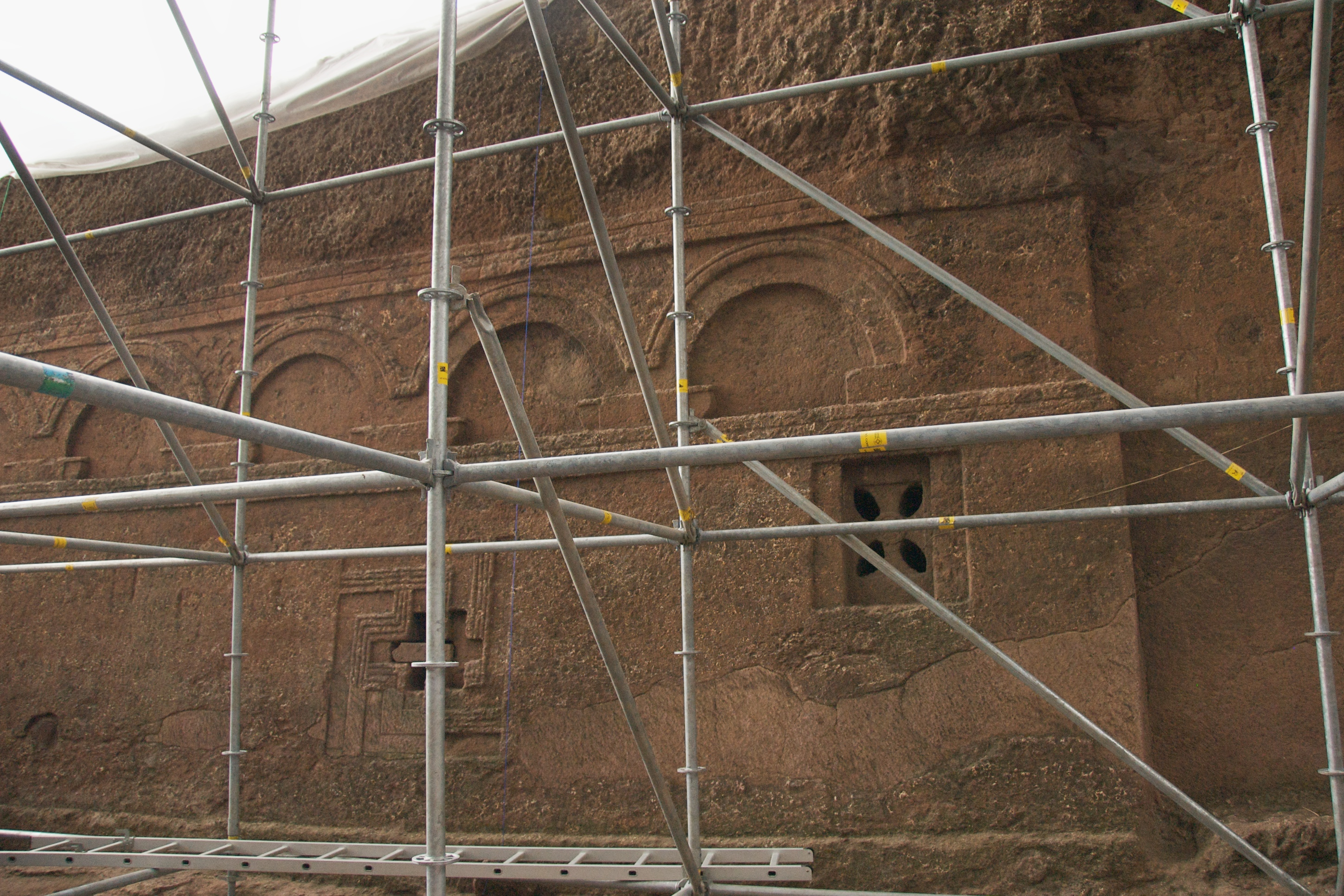
Biete Maskal
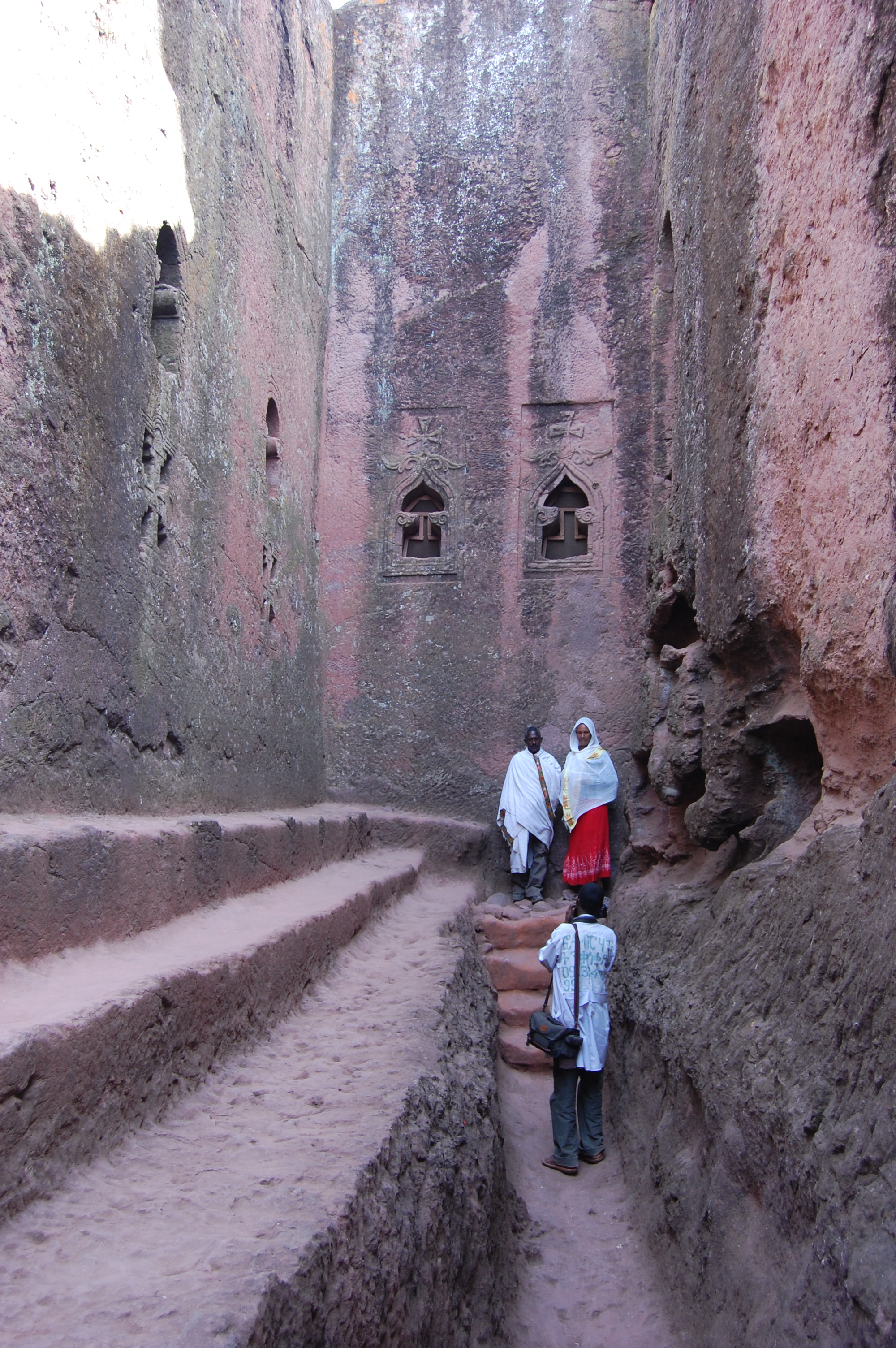
Biete Golgotha Mikael
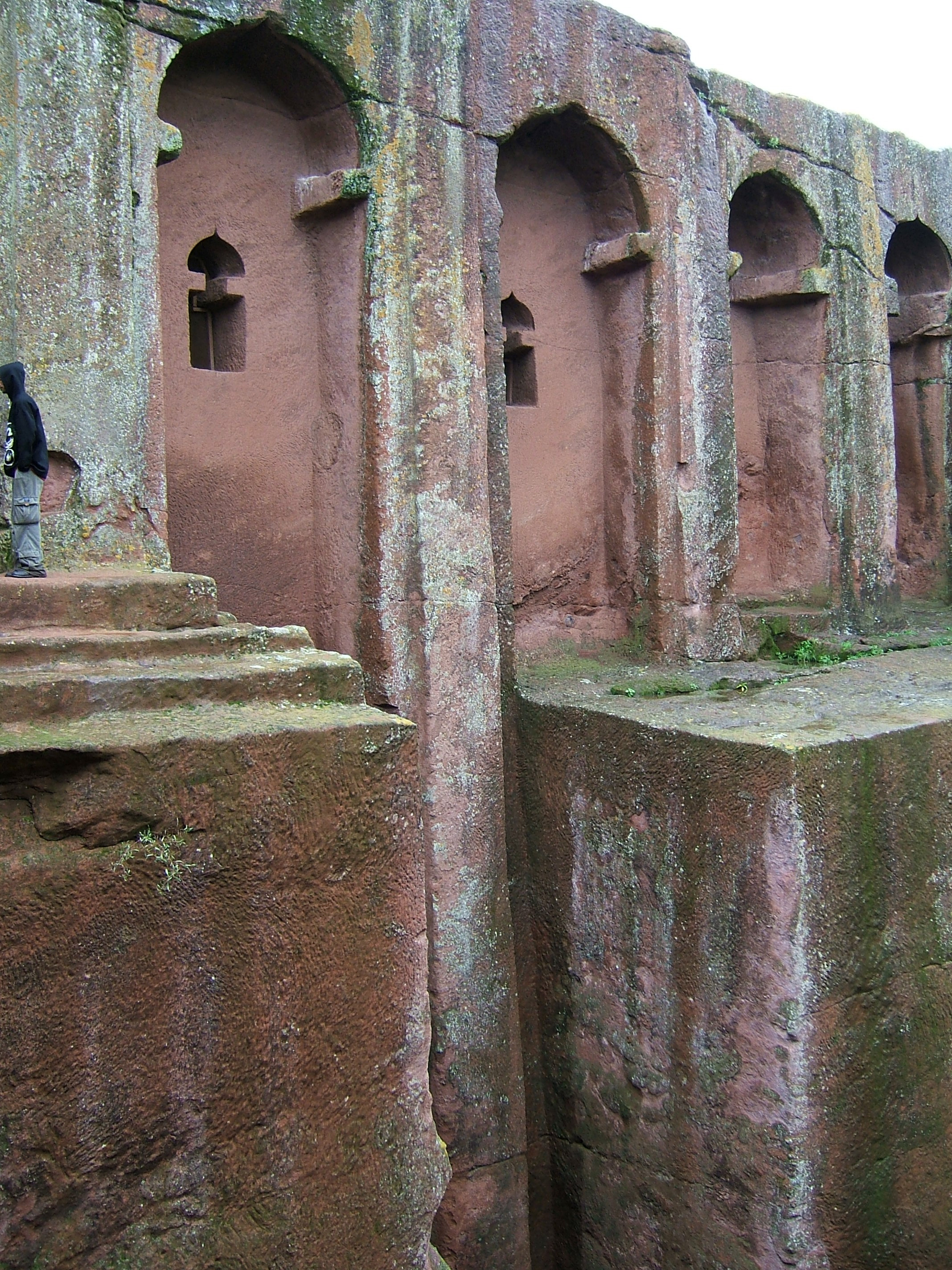
Biete Amanuel
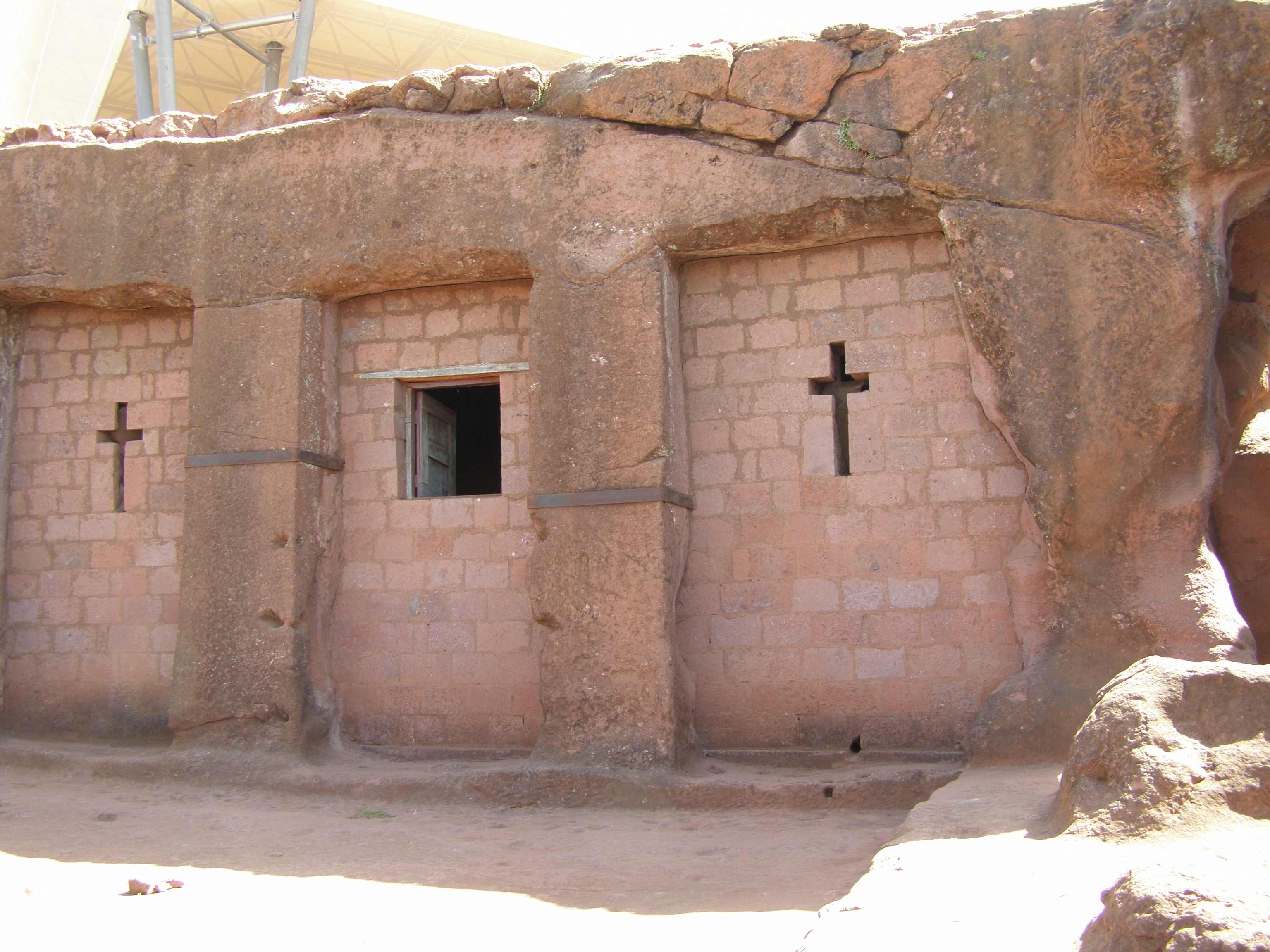
Biete Qeddus Mercoreus
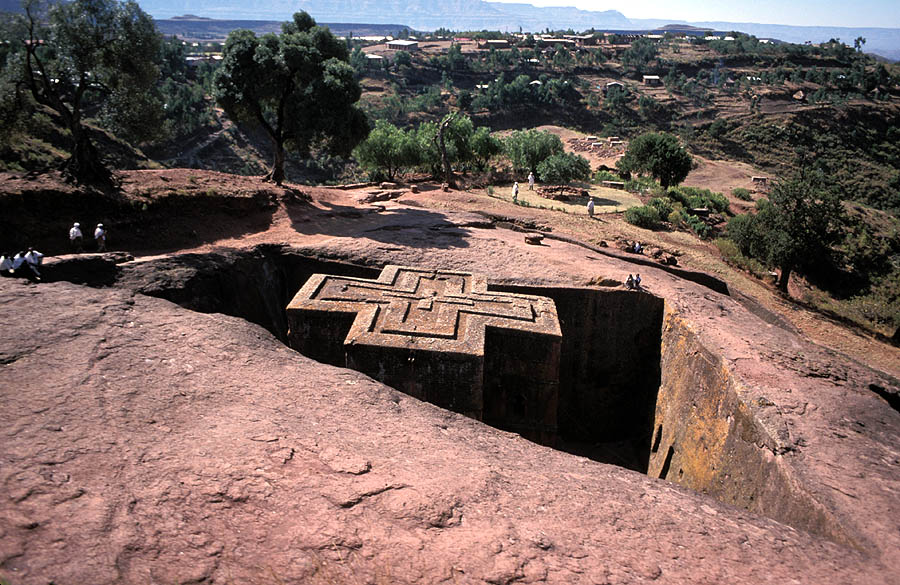
Biete Ghiorgis
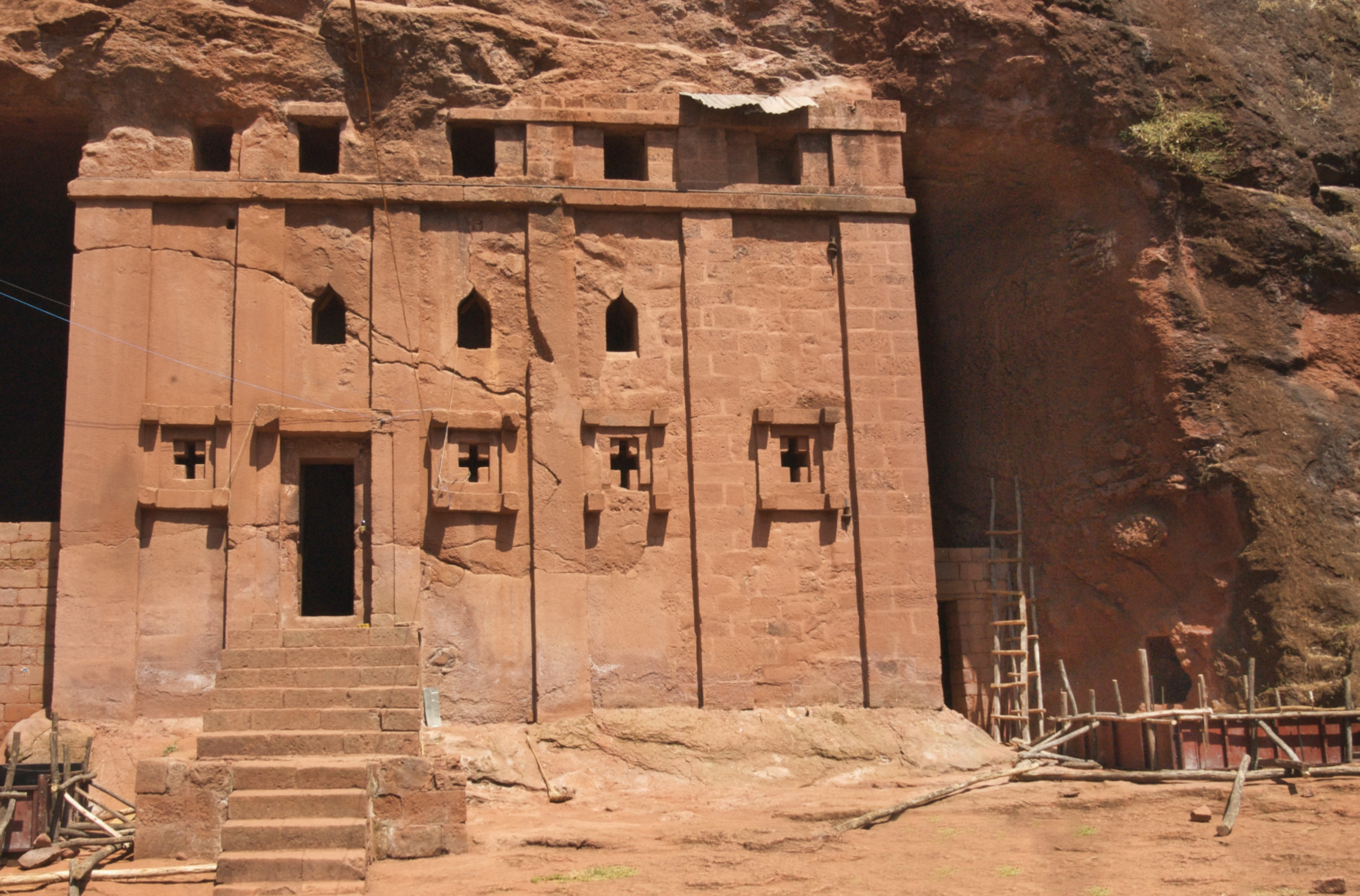
Biete Abba Libanos
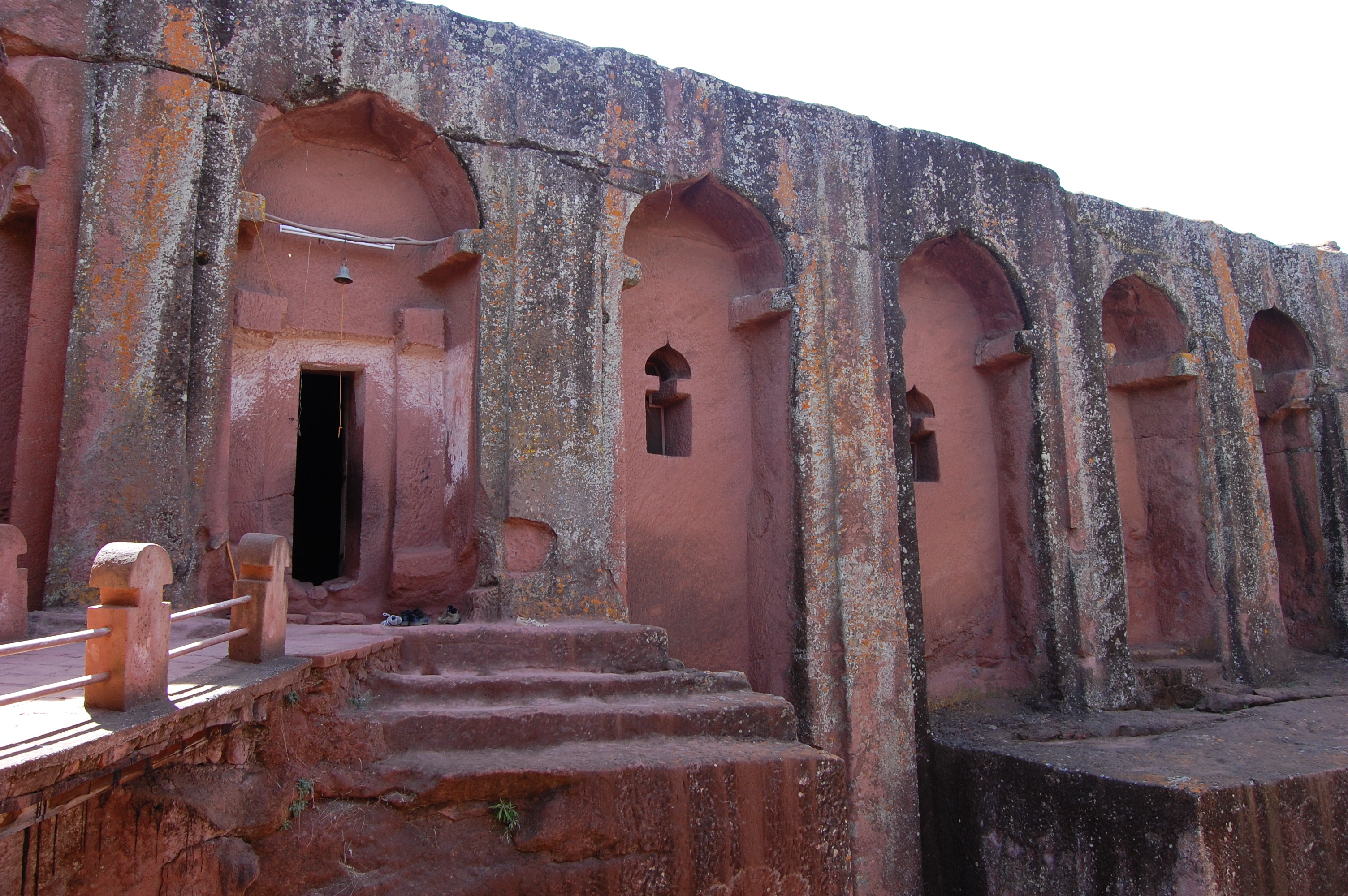
Biete Gabriel Raphael
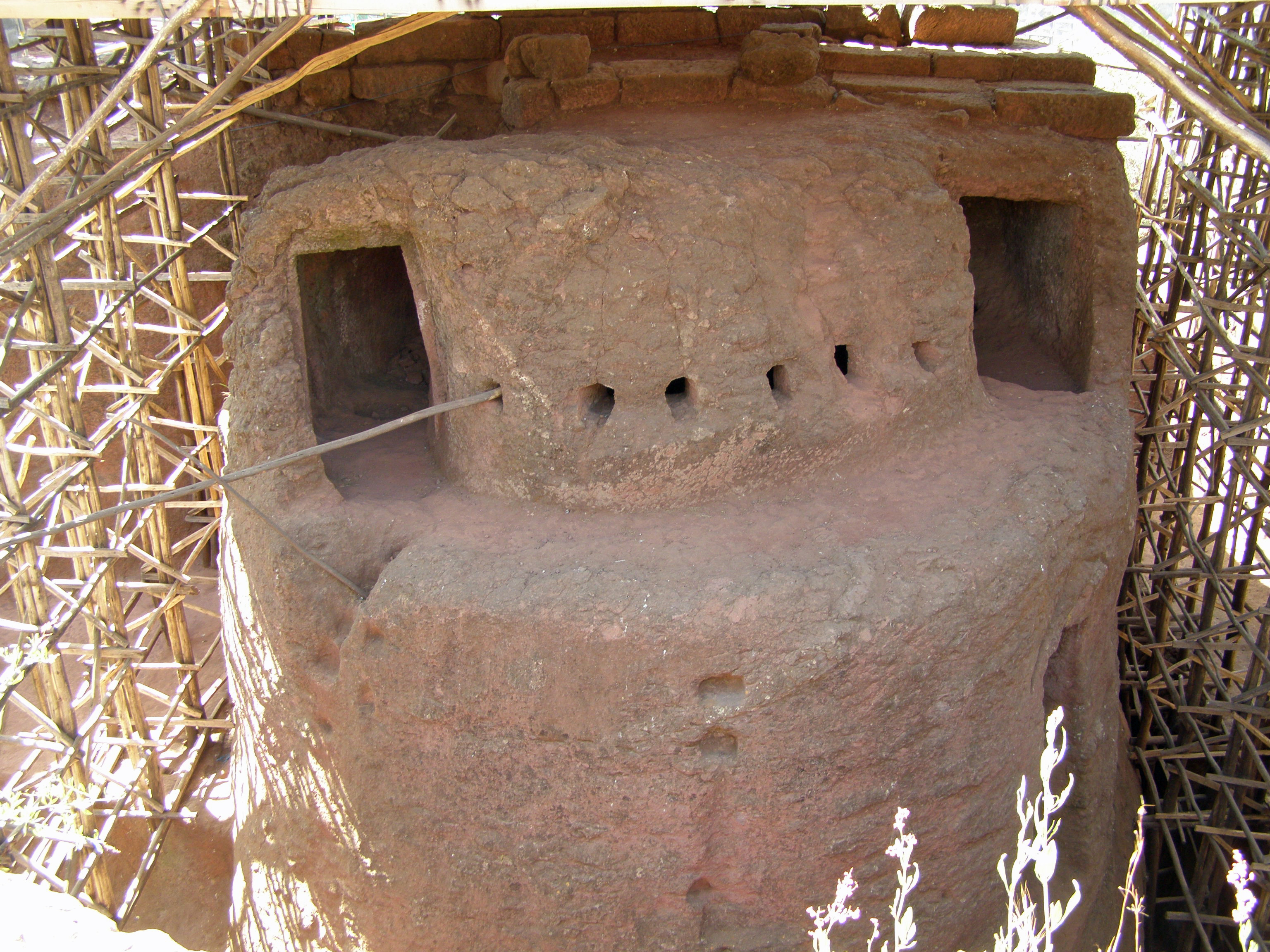
Biete Lehem
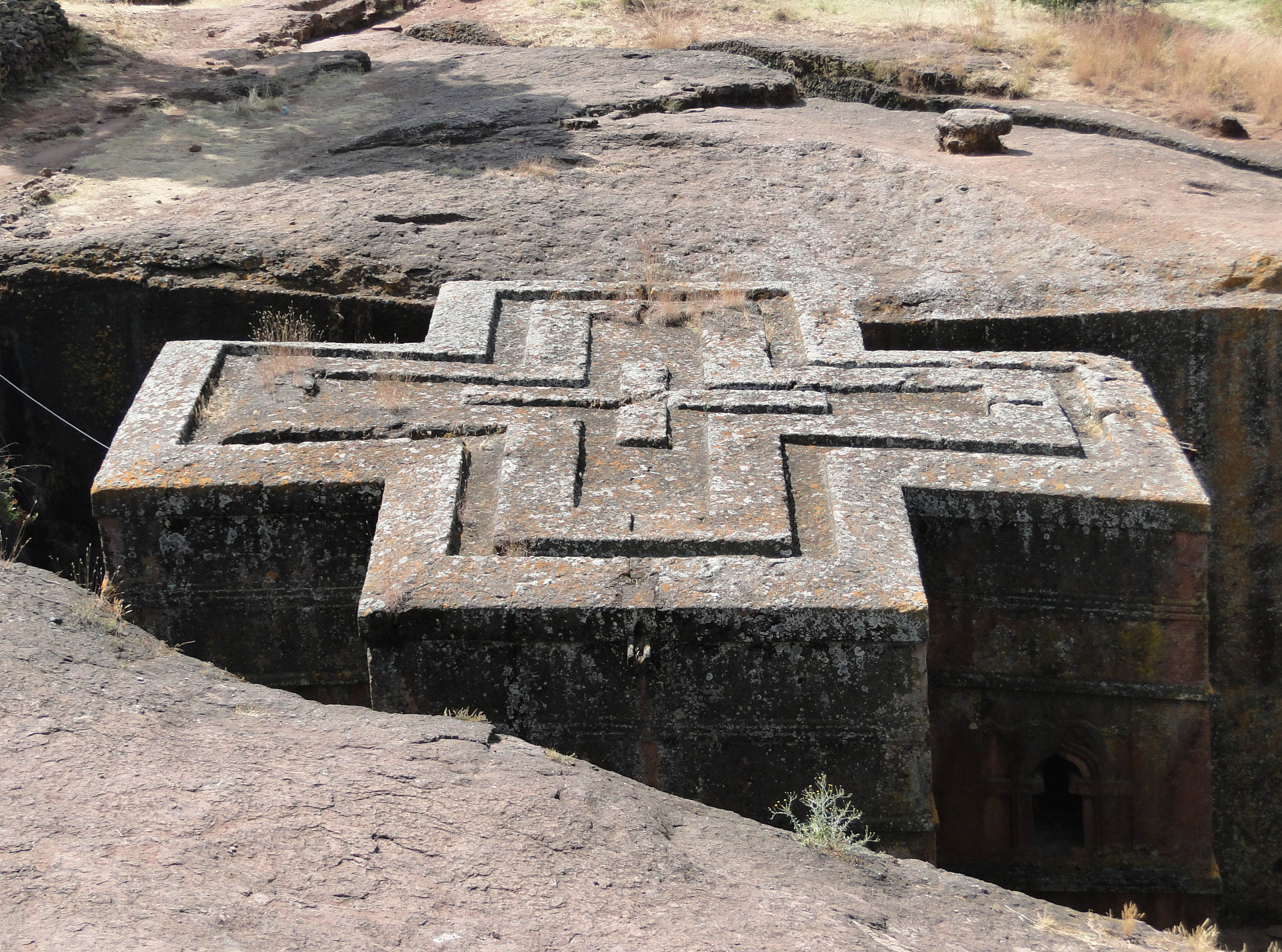
Kościół Świętego Jerzego, widok z góry
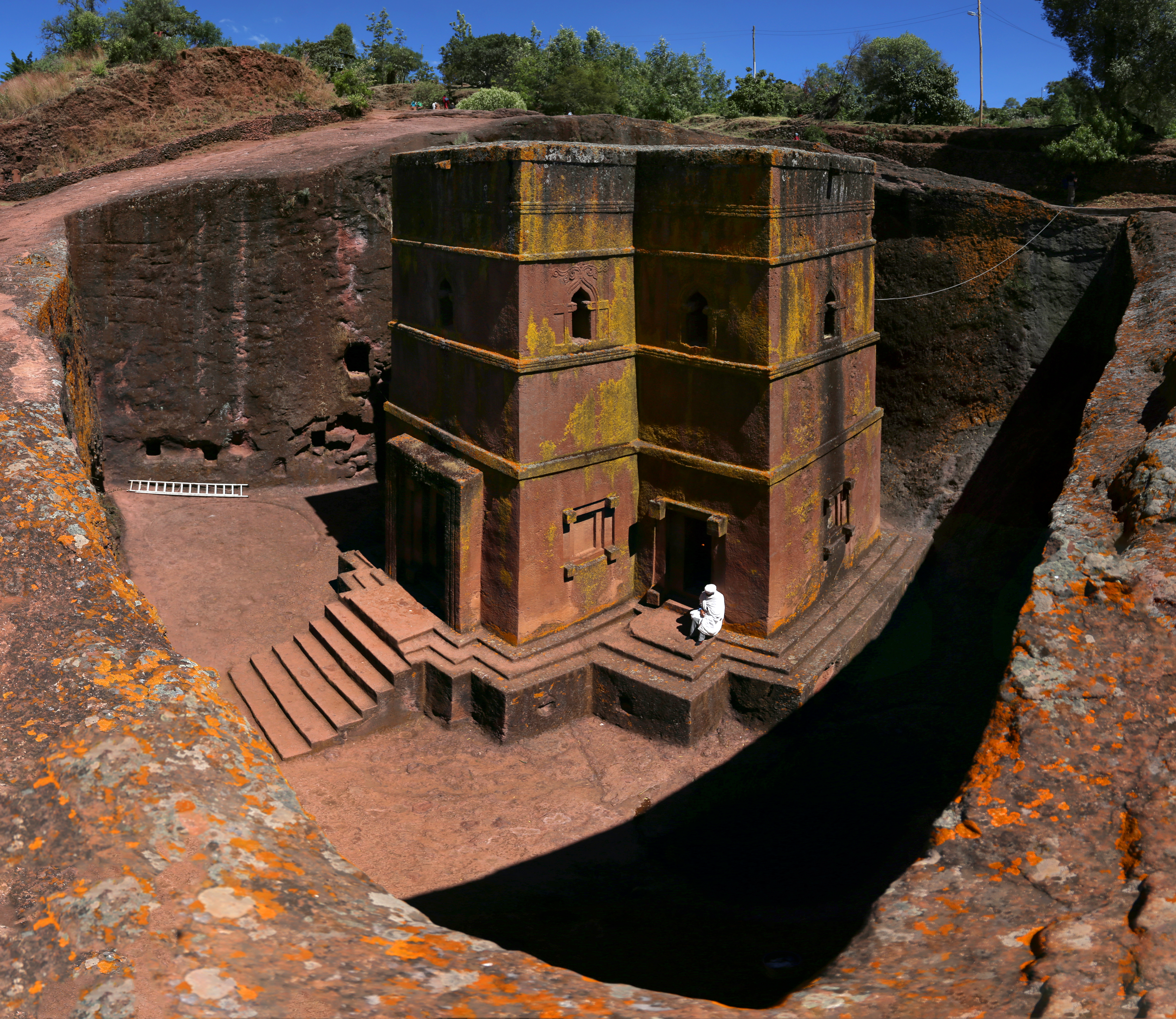
Kościół Świętego Jerzego